# MC5
MC5 byla americká rocková kapela, která vznikla v Lincoln Parku ve státě Michigan v roce 1963. Klasickou sestavu tvořili zpěvák Rob Tyner, kytaristé Wayne Kramer a Fred „Sonic“ Smith, baskytarista Michael Davis a bubeník Dennis Thompson. Magazín Parade zařadil MC5 mezi nejlepší rockové kapely všech dob a VH1 je označila za jedny z největších hard rockových umělců vůbec. První tři alba skupiny jsou mnohými považována za základní kameny rockové hudby a jejich píseň „Kick Out the Jams“ z roku 1969 patří k nejčastěji přebíraným cover verzím.
Podle kritika Stephena Thomase Erlewinea z AllMusic MC5 „krystalizovali hnutí protikultury v jeho nejbouřlivější a nejvýhružnější podobě“. Jejich levicové politické vazby a protisystémové texty a hudba je postavily do role průkopníků punkového hnutí ve Spojených státech. Jejich hlučný, energický styl rock’n’rollu „zpět ke kořenům“ obsahoval prvky garage rocku, hard rocku, blues rocku a psychedelického rocku. Kytarista Rage Against the Machine Tom Morello o MC5 prohlásil, že „prakticky vynalezli punk rock“.
MC5 měli slibný začátek, díky kterému se už v lednu 1969 objevili na obálce Rolling Stone, doprovázeni článkem od Erica Ehrmanna, ještě před vydáním svého debutového živého alba. Prosluli energickými a angažovanými živými vystoupeními, z nichž jedno bylo zachyceno na jejich debutovém albu Kick Out the Jams (1969). Skupina pak vydala alba Back in the USA a High Time, než se v roce 1972 rozpadla.
Zpěvák Tyner zemřel na infarkt na konci roku 1991 ve věku 46 let a následoval ho Fred Smith, který také zemřel na infarkt v roce 1994, rovněž ve věku 46 let. Zbývající tři členové kapelu obnovili v roce 2003 s novým zpěvákem Handsome Dickem Manitobou z The Dictators. Tato obnovená sestava občas vystupovala živě během následujících devíti let, dokud Davis v roce 2012 nezemřel na selhání jater ve věku 68 let.
V roce 2022 Kramer oznámil, že se na jaře uskuteční turné pod názvem We Are All MC5 a že téhož roku vyjde i nové studiové album MC5 s producentem Bobem Ezrinem, na kterém původní bubeník Dennis Thompson hraje na dvou skladbách. V roce 2023 Kramer potvrdil, že album vyjde na jaře 2024. Kramer zemřel 2. února 2024, čímž zůstal Thompson jediným žijícím původním členem kapely. V roce 2024 byli MC5 uvedeni do Rock and Roll Hall of Fame v kategorii hudební mistrovství. 8. května 2024 Thompson zemřel ve věku 75 let. Jejich poslední album Heavy Lifting vyšlo 18. října 2024.

## Diskografie
Alba
- Kick Out the Jams (1969)
- Back in the USA (1970)
- High Time (1971)

Kompilace
- Babes in Arms (1983)
- Black to Comm (1994)
- Power Trip (1994)
- Looking At You (1995)
- The American Ruse (1995)
- Ice Pick Slim (1997)
- 66 Breakout (1999)
- The Big Bang!: Best of the MC5 (2000)
- Thunder Express (1999) (Recorded in 1972)

Živáky
- Teen Age Lust (recorded 1970, released 1996)
- Phun City, UK (recorded 1970, released 1996)
- Live At The Sturgis Armoury (recorded 1968, released 1998)
- Are You Ready To Testify?: The Live Bootleg Anthology (2005)

- Live At The Grande Ballroom 68 (2006)